# ヘレニック造船所
ヘレニック造船所 (Hellenic Shipyards S.A.) はギリシャのアテネ近郊スカラマガスにある造船所である。
その起源は1937年にギリシャ海軍の軍艦を建造するために設立された王立ギリシャ海軍造船所に遡る。多額の資金が投じられ、駆逐艦12隻と潜水艦数隻が発注されたものの、第二次世界大戦勃発により駆逐艦2隻の建造が始まったところで開発中止となり、1944年の連合軍の空爆により施設は実質的に破壊されてしまった。1957年にギリシャの大物実業家スタブロス・ニアルコスが荒廃した造船所を購入して再建・拡張したことで操業を再開し、多数の民間船および軍艦を建造した。
ギリシャで設計された高速巡視艇やフリゲートなどの砲艦の他、フランスやドイツの設計に基づく高速戦闘艇や潜水艦を建造した。金属・機械構造部門でギリシャ国内の特殊構造物や海底掘削用プラットフォーム、クレーンなどを製造していた他、1986年からは主にドイツの設計に基づく気動車および電車、客車、貨車の量産を行っていた。
2002年にドイツ造船業界の雄、ホヴァルツヴェルケ＝ドイツ造船 (HDW) に買収され、後にティッセンクルップ・マリン・システムズの子会社となった。しかし、ギリシャ債務危機などの影響でヘレニック造船所の規模は縮小されており、1975年に約6,200人だった従業員は、2009年には1,300人まで削減されている。
2010年3月1日には、アブダビMARに75.1%の持ち分を売却することで基本合意に達したことが発表された。

## ヘレニック造船所の建造船

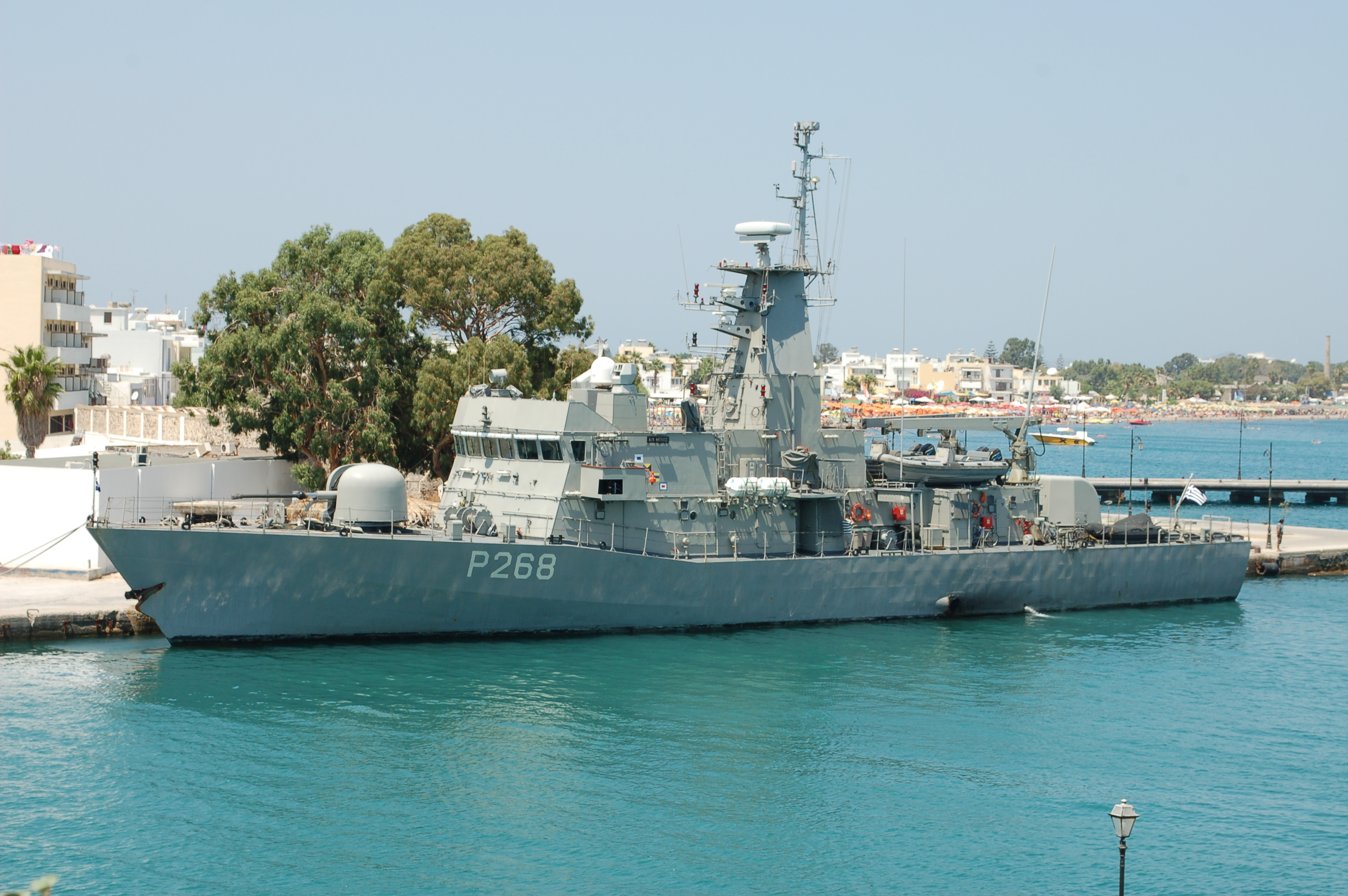
HS アイチットス P-268 (オスプレイ HSY-56A級砲艦)

一般貨物船、ばら積み貨物船、タンカー、タグボートなどの商船、大型ヨットやフェリー等の客船の他、以下の軍艦を建造している。
- ラ・コンバタントIIIb級高速戦闘艇
- HSY-55級砲艦
- オスプレイHSY-56A級砲艦
- MEKO 200 HN型（イドラ級）フリゲート (親会社であるHDWからのライセンス生産)
- 214型潜水艦 (HDWからのライセンス生産)

## ヘレニック造船所の修理船
ヘレニック造船所では多数の船舶の修理も行っている。
- HS Tombazis (D-215) - 1978年11月から1979年5月にかけて修理を受けた。
- ブリタニー (旧 ブルターニュ) - チャンドリス・ラインのクルーズ船。機関故障のため修理を行っていたが、完工直前の1963年4月に溶接工のバーナーから出火して全焼し、廃船となった[5]。